# Чабан, Владимир Михайлович
Владимир Михайлович Чабан (род. 3 ноября 1994, Красноярск) — российский регбист, крайний трёхчетвертной (вингер) клуба «Красный Яр».

## Биография
Воспитанник школы «Яра». Первоначально выступал за «Красный Яр-2» (дублирующий состав), в 2015 году дебютировал в основном составе. В этом же году стал чемпионом России и обладателем Кубка. В дальнейшем стал многократным серебряным призёром чемпионата. Также завоевал ещё два Кубка России (2018 и 2019 годов). Призывался и в команду по регби-7.

## Карьера в сборной
В 2013 году завоевал серебряную медаль юношеского чемпионата Европы по регби-7. В 2016 году игрок попадает в состав взрослой сборной по регби-7. В 2018 был в расширенной заявке сборной России на американское турне.

## Достижения
- Чемпионат России:
  -  Чемпион России: 2015
  -  Серебряный призёр чемпионата России: 2016, 2017, 2018, 2019
- Кубок России:
  -  Обладатель Кубка России: 2015, 2018, 2019
- Суперкубок России
  -  Обладатель Суперкубка России: 2016